# هیلزدیل (وایومینگ)
هیلزدیل(به انگلیسی: Hillsdale) یک محدوده ثبت‌نشده در شهرستان لارامی ایالت وایومینگ کشور ایالات متحده آمریکا است که جمعیت آن در سرشماری سال ۲۰۱۰ میلادی، ۴۷ نفر بوده‌است.